# Ясъкьой (дем)
Ясъкьой (на гръцки: Δήμος Ιάσμου, Димос Ясмос) е дем в област Източна Македония и Тракия, Егейска Македония, Гърция. Център на дема е село Ясъкьой (Ясмос). Дем Ясъкьой е създаден на 1 януари 2011 година след обединение на три стари административни единици – демите Арабаджикьой, Сусур кьой и Ясъкьой по закона Каликратис. По данни от 2011 година на територията на дема живеят 13 810 жители